# Applecross (Australie-Occidentale)
Pour les articles homonymes, voir Applecross.
Applecross est une banlieue de Perth en Australie-Occidentale, en Australie.
Elle est située au sud de Perth, entre la Canning Highway et la Swan, dans la City of Melville.